# Darcys lov
 Denne artikel bør gennemlæses af en person med fagkendskab for at sikre den faglige korrekthed.

Darcys lov beskriver den hastighed som en væske strømmer gennem et porøst medium med.
I 1856, efter en række forsøg med vandstrømning i vandmættede sandlag, formulerede Henry Darcy følgende lov:
{\displaystyle \mathbf {Q} =\mathbf {K} \mathbf {A} {\frac {{\text{d}}h}{{\text{d}}L}}};
hvor:
- {\displaystyle \mathbf {Q} } er væskestrømningen (m³/s)

- {\displaystyle \mathbf {K} } hydraulisk konduktivitet (m/s)

- {\displaystyle \mathbf {A} } tværsnitsarealet (m²)

- {\displaystyle {\frac {{\text{d}}h}{{\text{d}}L}}} hydraulisk gradient (uden enhed)

## Darcys lov for umættet strømning
For umættet strømning i jorden varierer den hydrauliske konduktivitet (K) kraftig med jordens vandindhold (θ), hvorfor Darcys lov kan skrives:
{\displaystyle \mathbf {Q} =\mathbf {-} \mathbf {K} \mathbf {(\theta )} \mathbf {A} {\frac {dh}{dL}}};
hvor:
{\displaystyle \mathbf {K} \mathbf {(\theta )} ={\frac {\mathbf {1} }{\mathbf {8} \mathbf {\eta } \mathbf {\tau } }}\mathbf {\Sigma } \mathbf {(\Delta } \mathbf {\theta )} _{i}\mathbf {r} _{i}^{2}}
K(θ) = hydraulisk konduktivitet (m/s)
η = dynamisk viskositet (Pa s)
Τ = tortousitet (dimensionsløs)
θ = jorden vandmætning (dimensionsløs)
r = jordporernes ækvivalentradie (m)